# Else Buschheuer

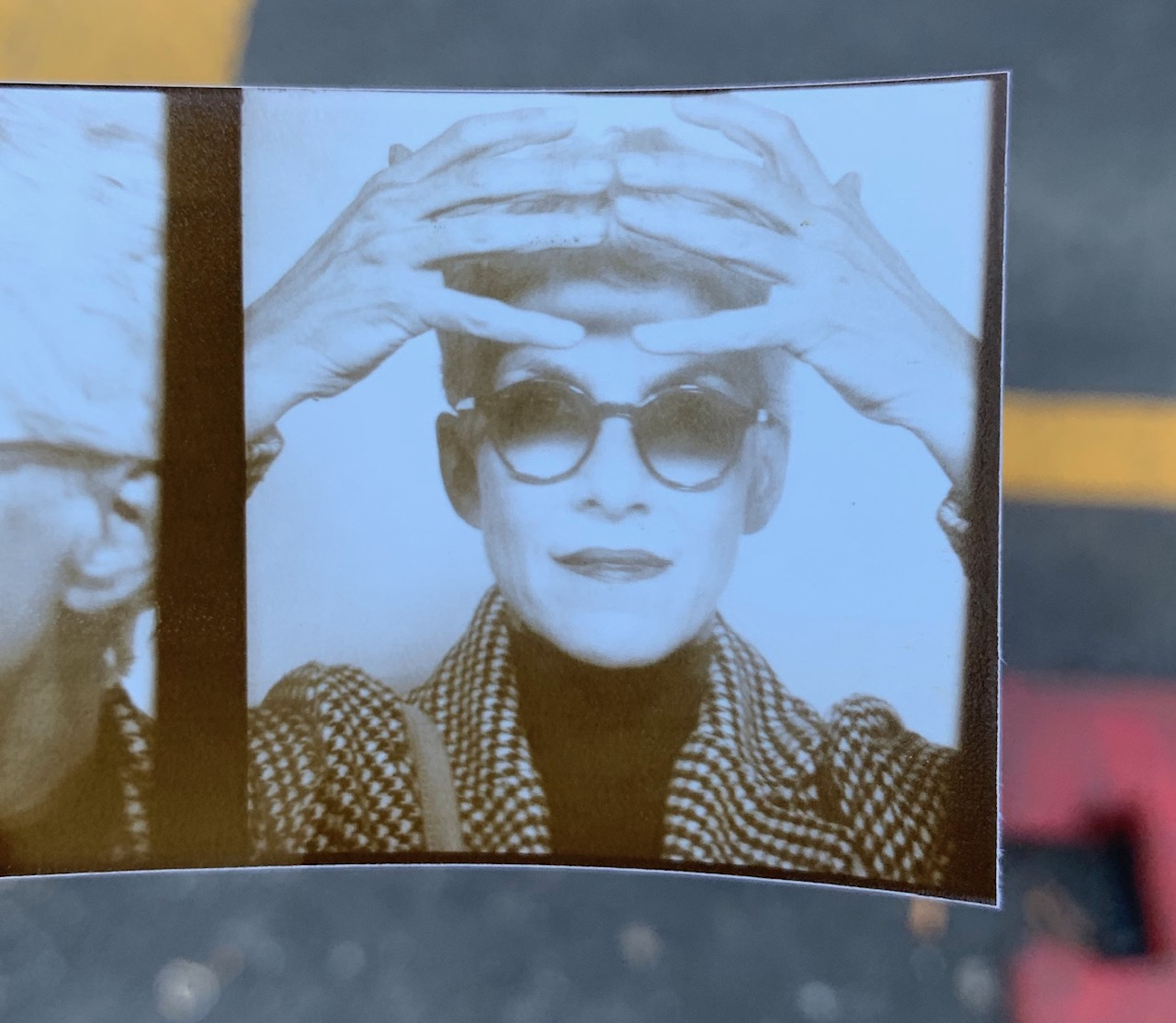
Else Buschheuer posiert auf einer abfotografierten Automatenaufnahme

Else Buschheuer (* 12. Dezember 1965 als Sabine Knoll in Eilenburg) ist eine nonbinäre schriftstellerisch tätige Person.

## Leben
Else Buschheuer wuchs in der DDR als Kind des Geophysikers Peter Knoll und einer Kosmetikerin auf. 1986 ließ sie ihren Vornamen von Sabine in Else ändern, in Anlehnung an Else Lasker-Schüler. Buschheuer war viermal verheiratet, unter anderem mit den Journalisten Hans-Peter Buschheuer und Udo Reiter. Sie ist Mutter einer Tochter.
2019 outete sich Buschheuer in der WDR-Talkshow Kölner Treff als lesbisch. In einem Interview in der Sendereihe Im Gespräch im Deutschlandfunk Kultur im Jahr 2021 machte Buschheuer die geschlechtliche Identität als nicht-binär bekannt und erzählte u. a. von der Leidenschaft, Queer Tango zu tanzen und dadurch starre Geschlechterrollen zu überwinden. Darin wird Buschheuer zusammenfassend zitiert: „Ein Gefühl dafür gibt das queere Tangotanzen. Wo man mal führt, mal sich führen lässt, die Rollenverteilung von Mann und Frau aufgehoben ist.“

## Wirken
Nach der Wende schrieb Buschheuer für verschiedene Zeitungen und Zeitschriften, u. a. für Tagesspiegel, taz, Der Spiegel, Stern und Die Weltwoche. Sie arbeitete für die Fernsehsendungen Spiegel TV Magazin auf RTL und Akte – Reporter decken auf auf Sat.1. Sie moderierte u. a. den Wetterbericht bei n-tv, ProSieben und war Moderatorin u. a. beim Kulturweltspiegel im Ersten. Für MDR Figaro schrieb und sprach sie von 2008 bis 2012 die wöchentliche Kolumne Gladiatorin des Alltags.
Von 2001 bis 2005 lebte Else Buschheuer in New York. Von 2000 bis 2009 betrieb sie ein Internet-Tagebuch, das als einer der ersten Blogs im deutschsprachigen Raum gilt, wenngleich zu dieser Zeit der Begriff Blog noch keine Verbreitung fand. Sie berichtete live über die Terroranschläge am 11. September 2001 in ihrem Internet-Tagebuch; ihre ersten Einträge verfasste sie bereits um 9:34 Ortszeit, 30 Minuten nach dem Einschlag des zweiten Flugzeuges und vor den Einstürzen des World Trade Centers. Buschheuer lieferte damit einen persönlichen und vielbeachteten Bericht der Ereignisse, die von deutschsprachigen Medien rezipiert wurden. Der Bericht gilt der als erste deutschsprachige Reaktion auf die Geschehnisse der Terroranschläge. Dass sie „den 11.9.2001 überlebt“ hat, betrachtete sie rückwirkend als Teil ihres „Heldenzettels“.
Später wurden die Blogeinträge, die aktuelle Ereignisse aus Buschheuers Leben zeigten, thematisch zugeordnet und in insgesamt acht Buchpublikationen zwischen 2002 und 2009 veröffentlicht.
Buschheuers Werke Ruf! Mich! An! (2000) und Masserberg (2001) lassen sich der Popliteratur zuordnen. Der Roman Masserberg wurde 2010 mit Anna Fischer in der Hauptrolle verfilmt. Fast vier Millionen Zuschauer sahen den Film im Fernsehen.

## Auszeichnungen
- 2019: Deutscher Reporterpreis in der Kategorie „Freie Reporterin“ für Kriegerin (Bester Essay; SZ-Magazin) Essay[13][5]

## Publikationen (Auswahl)
Romane
- Ruf! Mich! An!. Roman. Diana, München/Zürich 2000, ISBN 978-3-8284-0041-2.
- Masserberg. Roman. Diana, München/Zürich 2001, ISBN 978-3-8284-0049-8.
- Venus. Roman. Diana, München 2005, ISBN 3-453-29012-7.
- der koffer. Roman. Diana, München 2006, ISBN 978-3-453-35194-3.
- Zungenküsse mit Hyänen. Roman. Aufbau, Berlin 2013, ISBN 978-3-351-03536-5.

Non-Fiction
- www.else-buschheuer.de. Das New-York-Tagebuch. Band 1, Kiepenheuer & Witsch, Köln 2002, ISBN 978-3-462-03095-2 (enthält die Berichte vom Terroranschlag am 11. September 2001 in New York).
- Verrückt bleiben! Mein Leitfaden für freie Radikale. Aufbau, Berlin 2012, ISBN 978-3-351-02743-8.
- Hier noch wer zu retten? Über die Liebe, den Tod und das Helfen. Heyne, München 2019, ISBN 978-3-453-20288-7.

Essays (Auswahl)
- 2005: Teresa hat mich reingelegt.[14]
- 2011: Sterbebegleitung: Ich bin da, Heinz.[15]
- 2014: Schmerzdame.[16]
- 2017: Meine Beiden.[17]
- 2018: Die dressierte Frau.[18]
- 2018: Asche zu Asche.[19]
- 2019: Kriegerin.[5]

## Verfilmungen
- 2010: Masserberg